# Jason Webster
Jason Webster (San Francisco, 26 de julio de 1970) es un escritor, hispanista y arabista angloestadounidense.

## Biografía
Hijo de un ingeniero aeronáutico californiano que trabajó para Rolls Royce en Inglaterra, Boeing en Seattle y láseres en Silicon Valley, Webster se educó en Inglaterra, Alemania, Egipto e Italia. En 1993 se graduó en la Universidad de Oxford (Saint John College) en árabe e historia islámica. Pasó la mayor parte de su vida adulta en España, donde residió en Valencia con su esposa española, la bailaora de flamenco y actriz, Salud Botella. El núcleo de su obra se ocupa principalmente de España, por lo que es considerado un hispanista. Autor de quince libros, en España ha escrito cinco: de viajes, historia y novela policíaca, algunos adaptados a la radio y la televisión. El primero, Duende, traducido a una docena de lenguas, es un libro de viajes por España que puede leerse casi como uno de aventuras. Narra cómo conoce y seduce a su mujer bailaora, cómo viaja en un maletero y se une a un grupo de gitanos cocainómanos de Vallecas (que comparten casa con un burro), se torna músico callejero, tiene un accidente en un coche robado y es involuntario testigo de una reyerta a navajazos, entre otras aventuras curiosas. Sus tres novelas policiacas están protagonizadas por el inspector español Max Cámara y las dos primeras están ambientadas en Valencia y la tercera en La Mancha. Ha escrito también para los periódicos británicos The Guardian, The Observer, Financial Times y The Daily Mail y ocasionalmente para New Statesman y Sunday Telegraph. Participó asimismo en los documentales británicos para televisión The Islamic History of Europe, presentado por Rageh Omaar para la BBC, y Andalusia: The Legacy of the Moors, para la Cinco. También presentó recientemente Flashmob Flamenco, un documental para la BBC Radio 4. La crítica suele compararlo elogiosamente con Gerald Brenan y Bruce Chatwin.

## Obras
- Duende: A journey in search of Flamenco (2003; libro de viajes traducido al español en 2010)
- Andalus: Unlocking the secrets of Moorish Spain (2004). Es un libro de viajes por Andalucía en compañía de un árabe para ir descubriendo las raíces musulmanas de España.
- Guerra: Living in the shadows of the Spanish Civil War (2006), traducido al español como Las heridas abiertas de la guerra civil (2008) con un prólogo de Paul Preston.
- Sacred Sierra: A year on a Spanish mountain (2009, traducida al español ese mismo año como La montaña sagrada). Narración de su vida con su mujer en una casa de campo que se construyó él mismo en una montaña del Sistema Ibérico, en Peñagolosa (Castellón); el libro está plagado de cuentos populares y recetas del Libro de la agricultura de Ibn al-Awan. Webster hizo un corto filme promocional del libro dirigido por el galardonado director sueco David Flamholc.[cita requerida]
- Or the Bull Kills You (2011), novela policiaca ambientada en Valencia y protagonizada por el inspector Max Cámara.
- A Death in Valencia (2012), segunda novela del inspector Max Cámara.
- The Anarchist Detective (2013), tercera novela del inspector Max Cámara, situada en La Mancha.